# Guía del Veraneante
Guía del Veraneante fue el nombre de una guía turística editada en Chile por la Empresa de los Ferrocarriles del Estado entre 1932 y 1962, siendo posteriormente conocida como Guía Turística de Chile desde 1963 hasta 1989. Según los historiadores Ian Thomson y Dietrich Angerstein, la guía «formó parte de los hábitos de lectura y de las bibliotecas de miles de hogares chilenos».

## Historia
La Empresa de los Ferrocarriles del Estado (EFE), que en aquel entonces tenía a Juan Lagarrigue como director general, decidió apoyar la promoción turística a partir de 1932 con la primera edición de la Guía del Veraneante, que buscaba entregar información útil a los viajeros sobre potenciales destinos para visitar aprovechando la red ferroviaria desde Valparaíso hasta Puerto Montt; la zona norte del país fue incorporada en la guía recién a partir de 1943 mediante reseñas y mapas de los principales destinos entre Arica y La Serena. En la misma época, y como parte de la labor de promoción turística realizada por EFE, se editaron otras guías como por ejemplo A través de Chile, Guía de la Pesca, Guía del Ski y Termas de Chile, y dentro de las publicaciones más importantes estuvo la revista En Viaje (1933-1973).
Uno de los principales componentes de la Guía del Veraneante fue el uso de fotografías e ilustraciones para mostrar los atractivos turísticos de Chile; al mismo tiempo, en las primeras ediciones la empresa realizaba promoción de sus recintos hoteleros —que posteriormente formarían parte de Hotelera Nacional— y de sus servicios complementarios, como por ejemplo el de Ferronave en la zona sur y austral.
A partir de 1935 la guía redujo su tamaño a fin de hacerlo más práctico y fácil de transportar por los viajeros. La edición de 1941 incluía 6 mapas de las principales zonas turísticas de Chile en aquel entonces, hacia 1942 el tiraje de la Guía del Veraneante alcanzaba los 40 mil ejemplares, que eran distribuidos a lo largo del país a través de la red de Ferrocarriles del Estado, y también de forma internacional, y hacia 1953 la guía alcanzaba las 400 páginas de extensión. En la década de 1950 el investigador Oreste Plath se incorporó al equipo redactor de la guía, presentando textos sobre la cultura y folclor del país.
En enero de 1963 fue publicada una nueva edición de la guía, esta vez con el nombre de Guía del Turismo; según el Departamento de Propaganda de Ferrocarriles del Estado, el cambio de nombre fue porque la denominación de Guía del Veraneante «sólo canalizaba el interés de un determinado sector público, cuando en verdad su fin es servir de guía al turismo en general». La publicación, posteriormente conocida como «Guía Turística de Chile», fue editada por EFE hasta 1989; en la misma época surgieron otras guías turísticas en Chile, siendo Turistel la más reconocida, editada bajo dicho nombre desde 1985.